# Cinclodes oustaleti
La remolinera chica (en Argentina) o churrete chico (en Chile) (Cinclodes oustaleti), es una especie de ave paseriforme perteneciente al género Cinclodes de la familia Furnariidae. Es nativa del suroeste al extremo sur de América del Sur.

## Distribución y hábitat
Se distribuye desde el norte de Chile y el oeste de Argentina hasta el extremo sur de Tierra del Fuego y el archipiélago del Cabo de Hornos y una población en el archipiélago de Juan Fernández (Chile).
Esta especie es considerada poco común en su hábitat natural, las áreas abiertas de pastizales y rocosas, generalmente cerca de corrientes de agua. Se reproduce en las montañas, hasta los 3000 m de altitud y desciende ladera abajo, algunas hasta la costa, en los inviernos.

## Sistemática

### Descripción original
La especie C. oustaleti fue descrita por primera vez por el ornitólogo estadounidense William Earl Dodge Scott en 1900 bajo el mismo nombre científico; su localidad tipo es: «Valparaíso, centro de Chile».

### Etimología
El nombre genérico masculino «Cinclodes» deriva del género Cinclus, que por su vez deriva del griego «kinklos»: ave desconocida a orilla del agua, y «oidēs»: que recuerda, que se parece; significando «que se parece a un Cinclus»; y el nombre de la especie «oustaleti», conmemora al zoólogo francés Jean Frédéric Émile Oustalet (1844-1905).

### Taxonomía
Algunos autores, entre ellos: Olrog, Navas y Bó, y Chebez, consideran al taxón Cinclodes olrogi  como siendo una subespecie de la presente, por lo que la sinonimia sería: Cinclodes oustaleti olrogi. Los amplios estudios de las relaciones filogenéticas dentro del género Cinclodes realizadas por Chesser (2004a), sugieren que la especie C. olrogi debería ser tratada como conespecífica con C. oustaleti, con base en la muy débil distancia genética entre ellas, consistente con el bajo grado de diferenciación morfológica y comportamental entre estas dos especies hermanas. Estudios genético-moleculares posteriores de la familia Furnariidae corroboran lo expuesto.

### Subespecies
Según las clasificaciones del Congreso Ornitológico Internacional (IOC) y Clements Checklist v.2018, se reconocen tres subespecies, con su correspondiente distribución geográfica:
- Cinclodes oustaleti baeckstroemii Lönnberg, 1921 – isla Alejandro Selkirk en el archipiélago Juan Fernández, Chile.
- Cinclodes oustaleti oustaleti W.E.D. Scott, 1900 – Chile (Antofagasta hacia el sur hasta Aisén) y oeste de Argentina (Mendoza hacia el sur hasta el oeste de Santa Cruz).
- Cinclodes oustaleti hornensis Dabbene, 1917 – isla Desolación (sur de Chile), Tierra del Fuego y archipiélago del Cabo de Hornos; algunas migran hacia el norte hasta el sur de Argentina y centro de Chile.